# Ханс Шефер
Ханс Шефер (19. октобар 1927 — 7. новембар 2017) бивши је немачки фудбалер.

## Каријера
Рођен је у Келну, у Вајмарској републици, 19. октобра 1927. Играо је за клуб Келн од 1948. до 1965. године, у 394 утакмица, убацивши укупно 254 голова. За репрезентацију Немачке играо је у 39 утакмица, убацивши укупно 15 голова, од 1952. до 1962. године. Такође, играо је у три Светска првенства, 1954, 1958. и 1962 године. Освојио је победничку медаљу 1954. године убацивши укупно седам голова. Између 1957. и 1962, Шефер је шеснаест пута био капитен Немачке.
Играо је на позицији нападача. За репрезентацију Немачке 9. новембра 1952. играо је у пријатељској утакмици против репрезентације Швајцарске, постигавши гол. Током Светског првенства 1954. убацио је четири гола. 
Освојио је првенство Немачке, са клубом Келн, 1962. и 1964. године. Проглашен је за фудбалера године 1963. године, када је имао 35 година. Играо је у прве две сезоне Бундеслиге, укупно у 39 утакмица, убацивши двадесет голова.
Умро је у Келну, у Немачкој, 7. новембра 2017. Тада је имао 90 година и једини играч Светског првенства 1954. који га је надживео био је Хорст Екел.